# Goniopora tenuidens
Goniopora tenuidens är en korallart som beskrevs av Quelch 1886. Goniopora tenuidens ingår i släktet Goniopora och familjen Poritidae. IUCN kategoriserar arten globalt som livskraftig. Inga underarter finns listade i Catalogue of Life.